# Landkreis Kötzting
Der Landkreis Kötzting gehörte zum bayerischen Regierungsbezirk Niederbayern. Sein ehemaliges Gebiet liegt heute im Landkreis Cham im bayerischen Regierungsbezirk Oberpfalz.

## Geographie

### Wichtige Orte
Die einwohnerstärksten Gemeinden waren Kötzting, Neukirchen b.Hl.Blut, Eschlkam, Lam und Hohenwarth.

### Nachbarkreise
Der Landkreis grenzte 1972 gegen den Uhrzeigersinn im Westen beginnend an die Landkreise Cham, Bogen, Viechtach und Regen. Im Norden und Osten grenzte er an den Západočeský kraj der Tschechoslowakei.

## Geschichte

### Bezirksamt
Entsprechend der „Königlich Allerhöchster Verordnung vom 24. Februar 1862“ wurde in Bayern das Gerichts- und Verwaltungswesen neu organisiert.
Als Vorläufer können die Landgerichte betrachtet werden, ein solches wurde als (ab 1806 Königliches) "Landgericht Kötzting" im Jahr 1803 errichtet.
Mit Wirkung vom 1. Juli 1862 wurde das Bezirksamt Kötzting als reine Verwaltungsbehörde eingerichtet, die bis dahin bestandene Verflechtung von Rechtspflege und Verwaltung im unteren Verwaltungsbereich wurde aufgehoben. Am 15. Juli 1862 wurde das bisherige Landgericht in ein Bezirksamt umgebildet und mit einem Bezirksamtmann I. Klasse besetzt. Die Zuständigkeit des Landgerichtes (als Justizbehörde) wurde auf zwei Amtsgerichte aufgeteilt.
Der Amtsbezirk des Bezirksamtes umfasste die Amtsgerichte Kötzting mit 30 Gemeinden und Neukirchen b.Hl.Blut mit 16 Gemeinden. Dieser Bestand von 46 Gemeinden verringerte sich bis zur Gebietsreform auf 44.
Am 1. Juli 1904 wurde die Gemeinde Sengenbühl aus dem Bezirksamt Kötzting ins Bezirksamt Cham umgegliedert.
Durch das Selbstverwaltungsgesetz vom 22. Mai 1919 wurde die staatliche Herrschaft über die Gemeindeverbände aufgehoben, mit dem Ergebnis, dass den Staatsbehörden – wie dem Bezirksamt – nur die Rechtsaufsicht über die Gemeinden verblieb. Dies hatte zur Folge, dass die zum Bezirksamt Kötzting gehörenden Distrikte zum Bezirksverband vereinigt wurden. Die Verwaltung wurde dem Bezirksausschuss und dem Bezirkstag übertragen.

### Landkreis
Die am 1. April 1928 in Kraft getretene Bezirksordnung überstand die Zeit des Nationalsozialismus ohne gravierende Veränderungen. Jedoch wurde mit der „3. Verordnung über den Neuaufbau des Reiches“ vom 28. November 1938 die Umbenennung der bayerischen Bezirksämter in Landkreise bestimmt. Die Änderung trat am 1. Januar 1939 in Kraft. So wurde aus dem Bezirksamt der Landkreis Kötzting. Bis zum Ende des Zweiten Weltkrieges wurden die Bezirksamtmänner bzw. Landräte durch den Staat berufen.

### Kreisgebietsreform
Am 1. Juli 1972 wurde das Gebiet der Landkreise Kötzting und Waldmünchen und des östlichen Teils des Landkreises Roding im Zuge der Gebietsreform in Bayern dem Landkreis Cham und somit dem Regierungsbezirk Oberpfalz zugeschlagen.

Eine Besonderheit bildete die Gemeinde Lohberg, die mit Ausnahme der Gemeindeteile Chamer Hütte (zu Bodenmais) und Brennes (zu Bayerisch Eisenstein) erst zum 1. Mai 1978 dem Landkreis Cham zugeordnet wurde. Zuvor wurde sie im Rahmen der Gebietsreform dem Landkreis Regen eingegliedert, jedoch wehrte sich die Gemeinde erfolgreich dagegen und konnte schlussendlich im Rahmen einer Normenkontrollklage vor dem Bayerischen Verwaltungsgerichtshof die fast vollständige Umgliederung erreichen.

### Einwohnerentwicklung
| Jahr |  | Einwohner |  | Vertriebene |
| ---- |  | --------- |  | ----------- |
| 1810 |  | 18.000    |  | -           |
| 1840 |  | 21.795    |  | -           |
| 1864 |  | 23.065    |  | -           |
| 1885 |  | 25.154    |  | -           |
| 1910 |  | 26.701    |  | -           |
| 1933 |  | 28.872    |  | -           |
| 1939 |  | 28.593    |  | -           |
| 1946 |  | 38.703    |  | 12.007      |
| 1950 |  | 37.169    |  | 8.562       |
| 1955 |  | 33.400    |  | 5.276       |
| 1960 |  | 31.574    |  | 3.769       |
| 1961 |  | 31.695    |  | k. A.       |
| 1962 |  | 32.202    |  | 3.348       |
| 1963 |  | 32.357    |  | k. A.       |
| 1970 |  | 32.811    |  | k. A.       |
| 1971 |  | 33.200    |  | k. A.       |

Quelle: Karl B. Krämer: Landkreis Kötzting. 1964, S. 52, 1961 und 1970: Volkszählungsergebnisse sowie  und .

## Politik

### Bezirksamtmänner
Erster Bezirkshauptmann wurde der bisherige Landrichter Carl von Paur. Seine Amtszeit dauerte bis 1869. Ihm folgten:
| Bezirksamtmann       | von  | bis  |
| -------------------- | ---- | ---- |
| Dandl                | 1869 | 1879 |
| Möhl                 | 1879 | 1881 |
| Peringer             | 1881 | 1882 |
| Ebner                | 1882 | 1892 |
| Freiherr von Schacky | 1892 | 1898 |
| von Decker           | 1898 | 1900 |
| von Körbling         | 1900 | 1903 |
| von Fuchs            | 1903 | 1912 |
| Keim                 | 1912 | 1921 |

Der letzte Bezirksamtmann und der erste Landrat Wolfgang Fiesenig (1935–1944).

### Nachkriegszeit bis zur Auflösung des Landkreises
Die ersten Nachkriegslandräte wurden von der US-Militärregierung kommissarisch eingesetzt:
Landrat Weiger wurde 1945 eingesetzt, Landrat Backmund 1946.
1946 kam es zur ersten Wahl eines Landrates nach dem Krieg. Dieser wurde jedoch nicht direkt, sondern vom Kreistag gewählt.

Nachdem in Bayern wieder Parteien zugelassen worden waren, fanden im Landkreis im Januar 1946 die ersten Bürgermeister- und Gemeinderatswahlen statt. Im Kreisgebiet gab es eine Wahlbeteiligung von 80 % der Wahlberechtigten.

Am 28. April 1946 konstituierte sich der erste Nachkriegskreistag, der im Mai 1946 in seiner ersten Sitzung den Eschlkamer Pfarrer Josef Pongratz zum Landrat wählte.
Nachfolger war ab 1948 Landrat Scholz.
Durch die Einführung der neuen Bayerischen Landkreisordnung vom 16. Februar 1952 wurde die Direktwahl des Landrates durch die Kreisbevölkerung bestimmt.

Im Rahmen der Landrats- und Kreistagswahl 1952 wurde der Landwirt und Kaufmann Rudolf Nemmer aus Miltach zum Landrat gewählt.

Bei den anschließenden Wahlen in den Jahren 1956, 1960 und 1964 wurde er in seinem Amt bestätigt.

Bei der Landratswahl 1970 verlor er gegen Paula Volkholz von der Bayernpartei, die anstelle ihres Mannes Ludwig Volkholz zur Wahl antrat, so dass Paula Volkholz die letzte Landrätin des Landkreises Kötzting bis zu dessen Auflösung war.

### Wappen
„Unter Schildhaupt mit den bayerischen Rauten gespalten durch einen silbernen Wellenpfahl; vorne in Grün ein goldener Bärenrumpf, hinten in Grün eine goldene Tanne.“
Der Inhalt des Hoheitszeichen ist folgt zu begründen:
Die Rauten deuten auf die Grafen von Bogen hin, die – nachweisbar seit 1204 – die Rauten als Schild- und Bannerzeichen führten.
Die Aufnahme des Bärenrumpfes in das Wappen erfolgte auf besonderen Wunsch der Gremien des Landkreises. Er versinnbildlicht das Vorkommen dieser Tiere im Kötztinger Gebiet bis nach Mitte des 19. Jahrhunderts. 1835 wurde der letzte Bär erlegt.
Wellenpfahl und Baum sind Symbole für die landschaftlichen Gegebenheiten. Ersterer weist auf den Weißen Regen hin, der den Landkreis von Osten nach Westen durchfließt, wobei die Feldfarbe Grün die Landwirtschaft anzeigt.
Die Tanne steht als heraldisches Zeichen für den Bayerischen Wald und für die Forstwirtschaft.

## Gemeinden
Vor dem Beginn der Gebietsreform umfasste der Landkreis Kötzting in den 1960er Jahren 44 Gemeinden:
| - Altrandsberg - Ansdorf - Arndorf - Arrach - Atzlern - Bärndorf - Blaibach - Chamerau - Eismannsberg - Engelshütt - Eschlkam, Markt - Gehstorf - Gotzendorf - Grafenwiesen - Großaign | - Grub - Haibühl - Harrling - Haus - Hohenwarth - Kleinaign - Kötzting, Stadt - Kreuzbach - Lam, Markt - Lederdorn - Liebenstein - Lohberg - Miltach - Neukirchen b. Hl. Blut, Markt - Niederndorf | - Oberndorf - Rimbach - Rittsteig - Schwarzenberg - Stachesried - Thenried - Traidersdorf - Voggendorf - Vorderbuchberg - Warzenried - Weißenregen - Wolfersdorf - Zandt - Zenching |

Landkreis Kötzting, Gemeindegrenzenkarte von 1961

Die Gemeinde Allmannsdorf war am 1. Februar 1963 nach Eismannsberg eingemeindet worden.

## Kfz-Kennzeichen
Am 1. Juli 1956 wurde dem Landkreis bei der Einführung der bis heute gültigen Kfz-Kennzeichen das Unterscheidungszeichen KÖZ zugewiesen. Es wurde bis zum 3. August 1974 ausgegeben. Seit dem 10. Juli 2013 ist es aufgrund der Kennzeichenliberalisierung wieder im Landkreis Cham erhältlich.